# Chiesa di San Michele Arcangelo (Pietranico)
La chiesa di San Michele Arcangelo è la parrocchiale di Pietranico, in provincia di Pescara e arcidiocesi di Pescara-Penne; fa parte della forania di Torre de' Passeri.

## Storia
Stando alle informazioni riportate nel Chronicon Casauriense, nel 1169 venne consacrata la primitiva chiesa di San Michele; questo luogo di culto, attestato in un secondo momento sotto il titolo di Santa Giusta, successivamente risulta anche con entrambe le dediche.
Nel 1722 lo stuccatore Lorenzo Bossi fu incaricato di rimaneggiare l'altare maggiore secondo stilemi tardobarocchi; presumibilmente, però, poi l'intervento si estese a un rimodellamento dell'intero interno della chiesa.
Gravemente danneggiata dall'evento sismico del 1915, la parrocchiale fu definitivamente chiusa al culto nel 1925 e demolita nel 1932. La cerimonia di posa della prima pietra del nuovo luogo di culto si tenne il 28 marzo 1933; i lavori furono portati a termine entro la fine dell'anno.
Durante la seconda guerra mondiale il campanile riportò alcune lesioni, per sanare le quali nel 1960 venne redatto dall'ingegnere Giuseppe Barra Caracciolo il progetto di restauro e di ripristino.
In epoca postconciliare la chiesa venne interessata dall'adeguamento liturgico secondo le nuove norme.
Nel 2004 fu presentato un piano di ristrutturazione e di consolidamento della parrocchiale, che però poi non venne messo in pratica.

## Descrizione

### Esterno
La facciata a salienti della chiesa, rivolta a sudest e abbellita da archetti pensili, presenta nella parte inferiore i tre portali d'ingresso lunettati e in quella superiore il rosone, due bifore e una serie di loggette.
Annesso alla parrocchiale è il campanile a base quadrata, la cui cella presenta su ogni lato una monofora a tutto sesto ed è coronata dalla guglia piramidale.

### Interno
L'interno dell'edificio, la cui pianta è a croce latina, si compone di tre navate, separate da pilastri sorreggenti degli archi a tutto sesto e abbelliti da lesene sopra le quali corre la trabeazione aggettante e modanata su cui si impostano le volte a crociera; al termine dell'aula si sviluppa il presbiterio, rialzato di alcuni gradini, ospitante l'altare maggiore e chiuso dall'abside di forma semicircolare, coperta dalla calotta semisferica.